# Francesco Libonati (politico)
Francesco Libonati (Rotonda, 7 agosto 1899 – Roma, 8 novembre 1971) è stato un avvocato e politico italiano.

## Biografia
Fu sottosegretario alla Presidenza del Consiglio durante il Governo Governo Bonomi III e membro della Consulta nazionale.
Nel dopoguerra fu tra gli amici de Il Mondo e fu esponente della corrente moderata del partito radicale, partito di cui dal 1959 al 1962 assunse la segreteria congiuntamente a Leopoldo Piccardi e Arrigo Olivetti, quando il "caso Piccardi" li portò alle dimissioni.